# Jacopo Sannazaro
Jacopo Sannazaro (Nápoly, 1458. július 28. – Nápoly, 1530. augusztus 6.) olasz költő.

## Pályafutása
Sincerus Actius álnéven közzétett latin költeményei, melyek közt a De partu virginis című eposza (latinul és németül kiadta Becker Lipcsében, 1816) I. Ferdinánd nápolyi király kegyét szerezte meg neki, aki őt fiainak, Alfonznak és Frigyesnek tanítójává tette. Ez a kegy és barátság a később trónra jutott Frigyes hercegnek 1496-ban bekövetkezett haláláig tartott. Mint olasz költő Arcadia című idilljével lépett fel, mely a pásztorregények mintaképe. Műveinek első teljes kiadása: Le opere volgari di Jacopo Sannazaro cioe l'Arcadia, le rime, le lettere stb. (Padova, 1723, 2 kötet).